# Francisco Palau y Quer
Francisco Palau y Quer, da religioso Francesco di Gesù Maria Giuseppe (Aitona, 29 dicembre 1811 – Tarragona, 20 marzo 1872), è stato un presbitero spagnolo dell'Ordine dei Carmelitani Scalzi, fondatore delle congregazioni dei Fratelli Carmelitani delle scuole, delle Suore Carmelitane Missionarie e delle Suore Carmelitane Missionarie Teresiane. È stato beatificato da papa Giovanni Paolo II nel 1988.

## Biografia
Entrò in giovane età nel seminario di Lérida, dove ricevette la tonsura, poi abbracciò la vita religiosa nei carmelitani scalzi: vestì l'abito religioso nel convento di Barcellona il 4 novembre 1832 ed emise la professione il 15 novembre 1833.
Lo scoppio della rivoluzione del luglio 1835 lo costrinse ad abbandonare il convento (che venne incendiato): Palau proseguì gli studi teologici e filosofici e fu ordinato sacerdote a Barbastro il 2 aprile 1836. Prestò servizio sacerdotale presso la parrocchia di Aitona e poi come cappellano presso l'ospedale militare carlista di Berga.
Dopo la sconfitta dei carlisti Palau lasciò la Spagna per la Francia, dove condusse per un periodo vita eremitica sui Pirenei dedicandosi alla stesura di opere spirituali. Presso il santuario di Nostra Signora di Livron conobbe la scrittrice Eugénie de Guérin e Juana Gratias, insieme con la quale fece i primi tentativi di fondare una congregazione femminile.
Rientrò in patria nel 1851 e aprì a Barcellona una Escuela de la Virtud per la formazione catechistica. La sua opera di apostolato e le sue simpatie carliste gli attirarono l'ostilità del governo liberale: accusato di aver ispirato delle sommosse, nel 1854 venne inviato al confino a Ibiza.
Durante l'esilio, a Ciudadela, sull'isola di Minorca, prese forma il suo antico progetto di fondare delle congregazioni di religiosi e religiose che unissero la vita contemplativa all'apostolato attivo, secondo lo spirito del Carmelo teresiano: nel 1861 diede principio alle comunità dei Fratelli Carmelitani delle Scuole e delle Suore Carmelitane, per l'insegnamento e l'assistenza agli infermi. Tra le prime collaboratrici di Palau vanno ricordate sua nipote Teresa Jornet e Ibars, che poi lasciò le carmelitane per fondare le Piccole Suore degli Anziani Abbandonati, e Juana Gratias, che fu superiora di diverse case della congregazione.
Nel 1860 fu riconosciuta la sua innocenza e gli fu dato il permesso di lasciare le Baleari: in seguito tornò in continente, dedicandosi alla predicazione delle missioni al popolo e, dal 1864, al ministero di esorcista.
Morì nel 1872. Fu sepolto nel cimitero di Tarragona ma nel 1947 i suoi resti furono traslati nella cappella della casa generalizia delle Carmelitane Missionarie Teresiane.
La sua congregazione si divise in due rami indipendenti: uno guidato dal suo successore, il carmelitano scalzo Juan Nogués, con sede a Tarragona (Suore Carmelitane Missionarie Teresiane); uno guidato dalla sua collaboratrice Juana Gratias, con sede a Barcellona (Suore Carmelitane Missionarie).
Lasciò numerosi scritti spirituali: Lucha del alma con Dios (1834); Catecismo de las Virtudes (1852); La Escuela de la virtud vindicada (1859); Mes de María (1862); La Iglesia de Dios figurada por el Espíritu Santo (1865) e numerosi articoli pubblicati sul settimanale El Ermitaño (1868-1872).

## Il culto
I processi informativi sulla fama di santità, sugli scritti e sul non cultu di Palau furono aperti a Roma il 15 aprile 1958.
Fu proclamato beato da papa Giovanni Paolo II in piazza San Pietro a Roma il 24 aprile 1988.
Il Martirologio Romano pone la sua memoria al giorno 7 novembre.